# Francisco Javier Cruz
Francisco Javier Cruz Jiménez (* 24. Mai 1966 in Cedral, San Luis Potosí), bekannt auch unter dem Spitznamen El Abuelo (der Großvater) ist ein ehemaliger mexikanischer Fußballspieler, der in der Abwehr oder im Mittelfeld zum Einsatz kam.

## Biografie

### Verein
El Abuelo Cruz begann seine Profikarriere 1983 beim CF Monterrey, für den er bis 1988 unter Vertrag stand und wo er seine längste Vereinsstation am Stück mit den meisten Einsätzen (117) und Toren (37) hatte. Anschließend machte er den Sprung über den Atlantik und spielte in der Saison 1988/89 für den CD Logroñés in der spanischen Primera División. In den folgenden drei Spielzeiten war er erneut beim CF Monterrey in der mexikanischen Primera División unter Vertrag, bevor er 1992 ausgerechnet zu Monterreys Erzrivalen Tigres de la UANL wechselte, für die er die nächsten drei Jahre spielte. In der Saison 1995/96 stand er beim CF Atlante unter Vertrag und kehrte anschließend zu den Tigres zurück, bevor er – möglicherweise über den einen oder anderen Umweg – seine aktive Karriere 1999 in Diensten des CF Monterrey beendete.

### Nationalmannschaft
Zwischen 1986 und 1993 absolvierte Francisco Cruz insgesamt 19 Länderspieleinsätze für die mexikanische Fußballnationalmannschaft und erzielte dabei drei Tore. Der vielseitig einsetzbare Spieler war je nach Bedarf sowohl in der Offensive als auch in der Defensive aktiv und fungierte dabei stets als Joker; denn er war der typische Einwechselspieler, der keines seiner 19 Länderspiele über die volle Distanz bestritt.
Sowohl sein erstes Länderspiel am 27. April 1986 als auch sein letztes Länderspiel am 9. Mai 1993 wurden beide gegen Kanada ausgetragen. Während er im ersten Spiel (3:0) wenigstens eine Halbzeit lang zum Einsatz kam, war sein letzter Einsatz auf 17 Minuten begrenzt. Bei diesem Spiel wurde er in der 69. Minute eingewechselt und musste das Spielfeld in der 86. Minute wieder verlassen. Dennoch war es eines seiner wichtigsten Länderspiele; denn es fand im Rahmen der Qualifikation zur WM 1994 statt und ihm gelang in der 83. Minute der Siegtreffer zum 2:1 für „el Tri“.
Höhepunkt seiner Länderspielkarriere war die Teilnahme bei der im eigenen Land ausgetragenen WM 1986, als er in allen drei Gruppenspielen gegen Belgien (2:1), Paraguay (1:1) und Irak (1:0) jeweils in der Schlussviertelstunde eingewechselt wurde. Während er im Achtelfinale gegen Bulgarien (2:0) unberücksichtigt blieb, kam er im Viertelfinale gegen Deutschland (1:4 nach Elfmeterschießen) ab der 70. Minute und somit für insgesamt 50 Spielminuten zum Einsatz.

## Erfolge
- Mexikanischer Meister: México 86 (mit Monterrey)
- Pokalsieger: 1992 (mit Monterrey)
- Meister der 2. Liga: Invierno 1996, Verano 1997 (mit UANL Tigres)